# Contea di Northumberland (Pennsylvania)
La contea di Northumberland (in inglese Northumberland County) è una contea dello Stato della Pennsylvania, negli Stati Uniti. La popolazione al censimento del 2000 era di 94 556 abitanti. Il capoluogo di contea è Sunbury.

## Geografia
La contea si trova nella parte centro-orientale dello Stato. Si tratta di una regione montuosa appartenente alla provincia fisiografica Appalachian Ridge and Valley, delimitata a ovest dai fiumi Susquehanna e West Branch Susquehanna. Altri corsi d’acqua comprendono i torrenti Chillisquaque, Shamokin, Mahanoy e Mahantango.

### Contee confinanti
- Contea di Lycoming - nord
- Contea di Montour - nord-est
- Contea di Columbia - est
- Contea di Shuylkill - sud-est
- Contea di Dauphin - sud
- Contea di Perry - sud-ovest
- Contea di Juniata - sud-ovest
- Contea di Snyder - ovest
- Contea di Union - nord-ovest

## Storia
La contea fu creata nel 1772 da parte delle contee di Lancaster, Cumberland, Berks, Bedford e Northampton. Fu chiamata così in onore dell'omonima contea di Northumberland in Inghilterra.

## Centri abitati[5]

### City
- Shamokin
- Sunbury (capoluoghi)

### Borough
| - Herndon - Kulpmont - Marion Heights - McEwensville - Milton - Mount Carmel | - Northumberland - Riverside - Snydertown - Turbotville - Watsontown |

### Township
| - Coal - Delaware - East Cameron - East Chillisquaque - Jackson | - Jordan - Lewis - Little Mahanoy - Lower Augusta - Lower Mahanoy | - Mount Carmel - Point - Ralpho - Rockefeller - Rush | - Shamokin - Turbot - Upper Augusta - Upper Mahanoy - Washington | - West Cameron - West Chillisquaque - Zerbe |

### CDP
| - Atlas - Dalmatia - Dewart - Edgewood - Elysburg | - Fairview-Ferndale - Kapp Heights - Marshallton - Montandon - Paxinos | - Ranshaw - Strong - Tharptown - Trevorton |